# ارنو دو فيرير
ارنو دو فيرير (بالفرنسية: Arnaud du Ferrier)‏ هو دبلوماسي ومحامي ومحامي فرنسي، ولد في 1508 في تولوز في فرنسا، وتوفي في 1585.